# Rodmošci
Rodmošci – wieś w Słowenii, w gminie Gornja Radgona. W 2018 roku liczyła 44 mieszkańców.